# پارلمان (پادشاهی فرانسه)

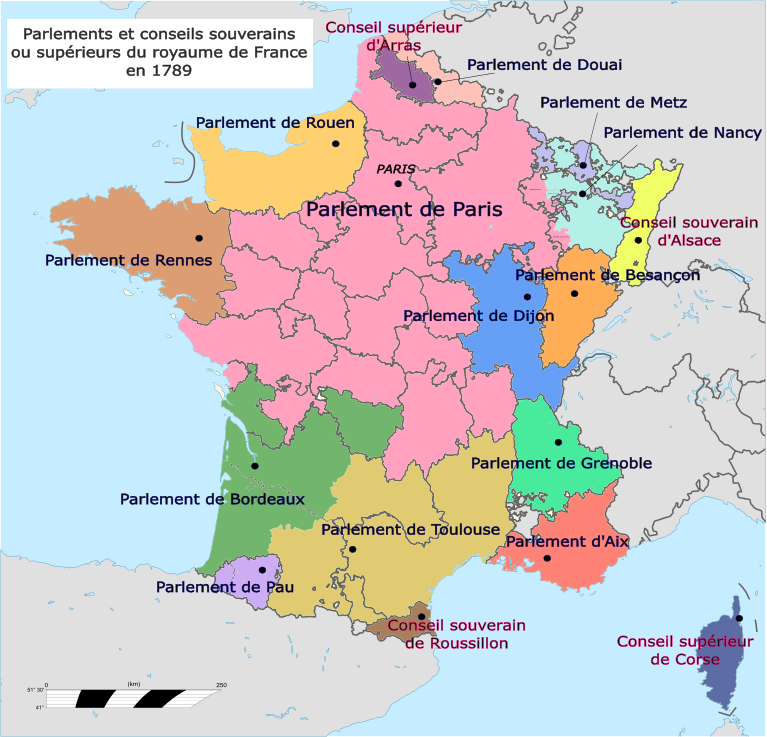
قلمروهای اختصاص داده‌شده به پارلمان‌ها و شوراهای پادشاهی فرانسه در سال ۱۷۸۹

پارلمان (انگلیسی: Parlement) (تلفظ فرانسوی: [paʁləmɑ̃] ()) در رژیم پیشین فرانسه، به دادگاه استیناف‌های استان‌های فرانسه گفته می‌شد. این دادگاه‌ها، در زمان پادشاهی فرانسه وجود داشتند. در سال ۱۷۸۹، فرانسه دارای ۱۳ پارلمان بود که قدیمی‌ترین و مهم‌ترین‌شان، پارلمان پاریس نام داشت. هرچند که پس از مدت‌ها، این واژه در فرانسه کنونی (به‌معنی مجلس قانون‌گذاری) و حتی در کشور انگلیس به همین شکل مورد استفاده قرار می‌گیرد؛ اما مفهوم متفاوتی نسبت به آن زمان پیدا کرده‌است. در رژیم پیشین، پارلمان‌ها نهادهای قانون‌گذاری نبودند و معنای این واژه نسبت به زمان رژیم پیشین و حال، تغییر کرده‌است.

## تاریخچه
پارلمان‌ها سازمان‌های قضایی بودند که شامل دوازده قاضی استیناف یا بیشتر می‌شدند. به‌طور تقریبی، ۱۱۰۰ قاضی در سراسر کشور وجود داشت. پارلمان‌ها، دادگاه‌های تجدید نظرنهایی سیستم قضایی بودند و به‌طور معمول قدرت زیادی بر طیف گسترده‌ای از موضوعات، به ویژه مالیات داشتند. قوانین و احکام صادر شده توسط مقام‌های سلطنتی در حوزه قضایی مربوطه، تا زمانی که پارلمان‌ها با تصویب آنها موافقت خود را اعلام نمی‌کردند؛ رسمی به‌شمار نمی‌رفتند.
اعضای پارلمان، اشراف بودند و به آنها، اشراف خرقه پوش گفته می‌شد. این اشراف، منصب شغلی خود را به‌واسطه خرید یا ارث به‌دست می‌آوردند و به شاه وابسته نبودند. به مرور در قلمروها (به ویژه در فرانسه جدید) پارلمان‌ها جایگزین شوراهای پادشاهی (که به ندرت باعنوان شوراهای عالی نیز شناخته می‌شدند) شدند. همچنین پارلمان‌ها شباهت بسیاری به آن‌ها داشتند. برای مثال می‌توان شورای پادشاهی ناوار و بارن و شورای سلطنتی لورین و باروآ را ذکر کرد. همان‌طور که جیمز استفن اشاره کرده‌است:
تفاوت محسوسی بین دادگاه‌های عالی استانی فرانسه وجود نداشت؛ به‌جز موارد و موضوعاتی که در آن‌ها، شرایط محلی متفاوت دخیل بودند.
از سال ۱۷۷۰ تا ۱۷۷۴، رنه نیکولاس شارل آگوستین موپو تلاش بسیاری کرد تا فعالیت‌های پارلمان پاریس را متوقف سازد و درنتیجه، تاج و تخت و پادشاهی را مجدداً قدرتمند کند. هرچند که با مرگ لوئی پانزدهم در سال ۱۷۷۴، پارلمان‌ها مجدداً قدرت را در دست گرفته و احیا شدند. پارلمان‌ها ظاهراً اشراف‌هایی را که خواستار رسیدن به خودکامگی و سلطه در پادشاهی بودند، سرکوب می‌کردند اما اصولاً به نفع طبقه خودشان، یعنی اشراف فرانسه فعالیت می‌کردند. آلفرد کوبان استدلال می‌کند که پارلمان‌ها همانند سایر دشمن‌های تاج و تخت و پادشاهی فرانسه، جزو موانع اصلی هرگونه اصلاحات در پادشاهی قبل از انقلاب بودند. او این‌گونه نتیجه می‌گیرد:
علی‌رغم این‌که پارلمان پاریس چیزی جز اشراف سالاری بی‌ارزش، خودخواه، مغرور و خون‌خواه چیزی نبود؛ اما خود آن و افکار عمومی آن را حافظ قانون اساسی فرانسه می‌دانستند.
در ماه نوامبر سال ۱۷۸۹، در اوایل انقلاب فرانسه تمامی پارلمان‌ها به‌حالت تعلیق درآمدند.

## نام
واژه پارلمان ریشه‌ای در زبان فرانسوی باستان دارد و به‌معنی صحبت‌کردن است. بعدها معنی این کلمه تخصصی‌تر گشت. در قرن سیزدهم تا سقوط رژیم پیشین، این کلمه برای اشاره به «کوریا رجیس در جلسه قضایی؛ دادگاه سلطنتی عدالت» به‌کار می‌رفت. در قرن چهاردهم در کشور انگلیس، این واژه به‌معنای مجلس قانون‌گذاری یا هیئت مقننه بود.

## ریشه
اولین پارلمان در رژیم پیشین فرانسه و مستقل از شورای پادشاهی (فرانسوی: Conseil du roi‎, لاتین: کوریا رجیس) در قرن سیزدهم آغاز به‌کار کرد و در نتیجه، از ویژگی مشورت به‌سبک قدیمی و معمول و همچنین امتیاز مشورت به‌شیوه دقیق، بهره‌مند بود.
سنت لوئی بنیان‌گذار یکی از دادگاه‌های سلطنتی بود. این دادگاه مکان ثابتی نداشت و او را هرجایی که می‌رفت همراهی می‌کرد. پارلمان سنت لوئی شامل سه بارون والامقام، سه پیشوا و نوزده شوالیه بود که بعدها، ۱۸ مشاور تحصیل‌کرده در قانون به‌آنها افزوده شدند. این وکیل‌ها در نیمکت‌های پایین‌تر از اشراف‌زادگان می‌نشستند و ردایی مشکی بر تن می‌کردند. هنگامی که اشراف به‌آنها تمامی امور دادگاه را واگذار کردند؛ هرکدام از آنها به‌طور انفرادی قاضی شدند و هسته و اساس قضایی فعلی کشور فرانسه را تشکیل دادند.
فیلیپ چهارم، پادشاه فرانسه اولین کسی بود که در سال ۱۳۰۲ این دادگاه را در پاریس ساخت. او در سال ۱۳۰۷ این دادگاه را به‌صورت رسمی از شورای پادشاهی جدا کرد. جلسات پارلمان پاریس در کاخ قرون‌وسطایی ایل دو لا سیته برگزار می‌شد که امروزه نیز از بخشی از این کاخ به‌نام تالار عدالت، به‌عنوان دادگاهی با همین نام مورد استفاده قرار می‌گیرد. همچنین پارلمان پاریس وظیفه ثبت و ضبط تمامی قوانین و احکام سلطنتی را داشت. در قرن پانزدهم پارلمان پاریس حق اعتراض به پادشاه را داشت. (این اعتراض یک اظهارنامه شکایت بود که در ابتدا، صرفاً ماهیتی رهنمودی و مشورتی داشت).
در این مدت، همانند قرن چهاردهم، حوزه قضایی پارلمان پاریس توان پوشش قلمروی پادشاهی فرانسه در آن زمان را داشت؛ اما پارلمان پاریس به‌مرور زمان و با گسترش قلمروی فرانسه، دیگر نسبت به آن هماهنگ نبود و نمی‌توانست قلمرو گسترش‌یافته را پوشش دهد. در سال ۱۴۴۳ و در حین بحران جنگ صدساله، پادشاه شارل هفتم در استان لانگداک پارلمانی به‌نام پارلمان تولوز تأسیس کرد و بدین ترتیب این استان نیز دارای پارلمان شد. پارلمان تولوز، اولین پارلمانی بود که خارج از پاریس ساخته شد. بیشتر قسمت‌های جنوبی فرانسه تحت پوشش حوزه قضایی این پارلمان بودند. از سال ۱۴۴۳ تا انقلاب فرانسه، پارلمان‌های بسیار دیگری در سراسر فرانسه ساخته شدند که مکان آنها مراکز استانی استان‌های تاریخی فرانسه بودند و پیش از ضمیمه شدن به فرانسه، خود تاریخچه قدیمی در زمینه استقلال داشتند و مستقل بودند (در برخی از این مناطق، کل ایالت‌های استانی از نظام خودگردان برخوردار بودند و قانون‌هایشان توسط همین نظام به تصویب می‌رسید. همچنین این نظام در حوزه قضایی خود، بر مالیات پرداخت‌شده نیز کنترل داشت).

### قرن شانزدهم و هفدهم
با گذر زمان، برخی پارلمان‌ها به‌ویژه پارلمان پاریس، از حق اعتراض‌شان برای رد ثبت کردن قوانینی که فکر می‌کردند بی‌موقع یا مغایر با قوانین مرسوم محلی‌است (در آن زمان بیش از ۳۰۰ حوزه قضایی مربوط به این قوانین وجود داشت) استفاده کردند تا زمانی‌که پادشاه به اعضای پارلمان فرمان علنی کرد و آن‌ها را مجبور کرد که وظیفه‌شان را انجام دهند. در قرن شانزدهم، قضات پارلمان بر این عقیده بودند که نقش آنها شامل فعالیت گسترده در قانون‌گذاری می‌شود. این تفکر آنها باعث شد که
آنها در مغایرت با شیوه مطلق گرایی رژیم پیشین آن زمان (این‌که تصمیم‌گیرنده پادشاه است) قرار بگیرند و این باعث شد که در طول قرن شانزدهم، نشست‌های رسمی پارلمان‌ها از جلسات حقوقی به ابزاری برای تصویب کردن فرمان‌ها تبدیل شوند. همچنین در اواخر قرون وسطا، مقام‌ها و مناصب قضایی قابل خرید از مقامات و خاندان سلطنتی بودند. همچنین با پرداخت مالیات به پادشاه، پست‌های رسمی در پارلمان‌ها موروثی می‌شدند. این نوع مالیات، پاولته نام داشت. و اعضای پارلمان‌ها، بیشتر اعضایی که به‌صورت موروثی به مقام رسیدند و اشراف خرقه استانی قوی‌ترین نیروی محلی در فرانسه بودند که تنوع در نظام قضایی، مالیات و رسوم در آن وجود داشت و این مطابق قوانین وحدت بخش واضح شاه به‌نظر می‌رسید. در هر صورت، پارلمان پاریس بزرگترین حوزه قضایی را نسبت به سایر پارلمان‌ها داشت و بیشتر مناطق شمالی و مرکزی فرانسه را پوشش می‌داد. این پارلمان به‌صورت مختصر «پارلمان» نامیده می‌شد.

### فروند
پارلمان پاریس نقش بزرگی را در تشویق اشراف‌زادگان برای مقاومت در برابر گسترش نیروی سلطنتی با استفاده از نیروی نظامی در طول فروند که در مدت ۱۶۴۸ تا ۱۶۴۹ اتفاق افتاد، ایفا کرد. در نهایت، پادشاه لوئی چهاردهم پیروز نبرد شد و اشراف‌زادگان تحقیر شدند.

### نقش در وقوع انقلاب فرانسه
پس از سال ۱۷۱۵، در دوران سلطنت لوئی پانزدهم و لوئی شانزدهم، پارلمان‌ها به تعداد دفعات بسیاری تاج و تخت را برای کنترل سیاست‌های کشور به ویژه در مورد مالیات و مذهب به چالش کشیدند. لویی پانزدهم در جلسه‌ای که در پارلمان پاریس در سال ۱۷۶۶ برگزار شد، اظهار داشت که قدرت حاکمیت مطلق و سلطنت بر کشور تنها در شخص او وجود دارد.
در سال‌های قبل از شروع انقلاب فرانسه در سال ۱۷۸۹، نگرانی بسیار آنها برای حفظ نظام قضایی رژیم پیشین که برای اشراف‌زادگان امتیاز ویژه‌ای قائل می‌شد، فرانسه را از انجام بسیاری از اصلاحات ساده که حتی از حمایت شاه نیز بهره‌مند بودند به‌ویژه در زمینه مالیات‌ها، بازداشت.